# Juan Rademaker
Juan Rademaker (John Rademaker) fue un militar y diplomático de origen británico que prestó servicios en la corte portuguesa de la Dinastía de Braganza.

## Biografía
Juan Rademaker, antiguo miembro de los Royal Engineers (ingeniero militar), se había desempeñado como encargado de negocios de la corte portuguesa en Dinamarca y luego como preceptor en la Casa Real de Portugal.
En 1808 el príncipe regente João de Bragança, el futuro Juan VI de Portugal, quien gobernaba desde 1792 por locura de su madre María I de Portugal, se instaló con la familia y la Corte en Río de Janeiro, Brasil, para escapar de la invasión de Portugal por el ejército de Napoleón Bonaparte.
La Revolución de Mayo de 1810 y el posterior enfrentamiento con los realistas de Montevideo dio nuevo impulso a la política portuguesa de intervención en el Río de la Plata. Más allá de sus objetivos tradicionales (control de la Banda Oriental y acceso al Río de la Plata), Portugal se veía involucrado por la difícil situación de España, la  ambiciosa política de la mujer de Juan, la infanta Carlota Joaquina de Borbón, hermana de Fernando VII de España quien había alentado un partido propio, y por los riesgos de que la revolución se extendiese a su territorio, posibilidad que incluso había sido contemplada por el gobierno revolucionario en su Plan de Operaciones.
En 1811 mientras la escuadra realista bloqueaba el puerto de Buenos Aires, el levantamiento de la campaña y las fuerzas enviadas por Buenos Aires daban lugar al inicio del primer sitio de Montevideo. Ante la gravedad de la situación Francisco Javier de Elío solicitó la intervención portuguesa, cuyas tropas se desplegaron por el país e indujeron al nuevo gobierno de las Provincias Unidas del Río de la Plata, el Primer Triunvirato, a poner fin al sitio y negociar un armisticio el 20 de octubre de 1811, que obligaba al retiro tanto de las fuerzas de Buenos Aires como de Portugal y al levantamiento de los bloqueos mutuos.
No obstante, las milicias orientales al mando de José Artigas no aceptaron el acuerdo y fueron secretamente auxiliadas por Buenos Aires, donde tanto la entrega del territorio de la Banda Oriental y de las villas de la Provincia de Entre Ríos sobre el Río Uruguay como la política del gobierno, vacilante en la marcha de la revolución y autoritaria en los asuntos locales, generaba creciente rechazo de la población. La resistencia de las milicias era por su parte excusa para que las fuerzas portuguesas no abandonaran el territorio:  el comandante de las fuerzas portuguesas Diego de Souza exigía el retiro previo de Artigas y que el Triunvirato lo declarara rebelde, lo que no era aceptado.

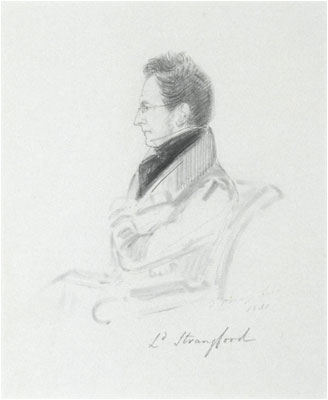
Lord Strangford.

Resistido por todas las partes el tratado tuvo corta vida. El nuevo gobernador de Montevideo, Gaspar de Vigodet, resolvió en 1812 denunciarlo y el gobierno revolucionario tomó igual resolución.
Ante la situación, el Triunvirato en abril de 1812 comunicó al embajador de Gran Bretaña en Río, Lord Strangford, por intermedio de su comisionado Manuel de Sarratea, la decisión de dar a Souza un ultimátum exigiendo su retiro incondicional, lo que de no verificarse implicaría la guerra. 
La política de Strangford era contraria a que el control portugués se extendiera al Río de la Plata, fuera por la ocupación militar o por el que devendría del reconocimiento de los derechos de Carlota a la regencia.
Por otro lado, Strangford no deseaba una guerra entre las Provincias Unidas y Portugal especialmente cuando Gran Bretaña era aliada de España en la guerra contra Napoleón y simultáneamente enfrentaba la Guerra anglo-estadounidense de 1812 por lo que exigió que Portugal mantuviera una estricta neutralidad en los asuntos internos del Río de la Plata.
Acompañado por su gobierno, Strangford presionó al príncipe regente para establecer un armisticio con las Provincias Unidas y Rademaker fue designado el 18 de abril de 1812 para negociarlo, sobre la base de la mutua evacuación de la Banda Oriental.
Llegó a Buenos Aires con instrucciones precisas el 26 de mayo y el mismo día de su arribo firmó con el secretario interino de gobierno del Primer Triunvirato, Nicolás Herrera, un armisticio estipulando que no podrían reanudarse las hostilidades sin previo aviso de tres meses y que se darían inmediatamente las órdenes para que las tropas de cada nación se retirasen a sus fronteras.
El 10 de julio escribía a lord Strangford su percepción de la revolución: "Este pueblo está determinado a establecer una república democrática y parece que perderán sus vidas y bienes antes que desistir de esta empresa."
Gaspar de Vigodet comisionó al capitán de fragata José Primo de Rivera y Ortiz de Pinedo a Río de Janeiro para advertir a Lord Strangford de las consecuencias del tratado, solicitándole que intercediera ante el Príncipe Regente para que no ratificara el tratado.

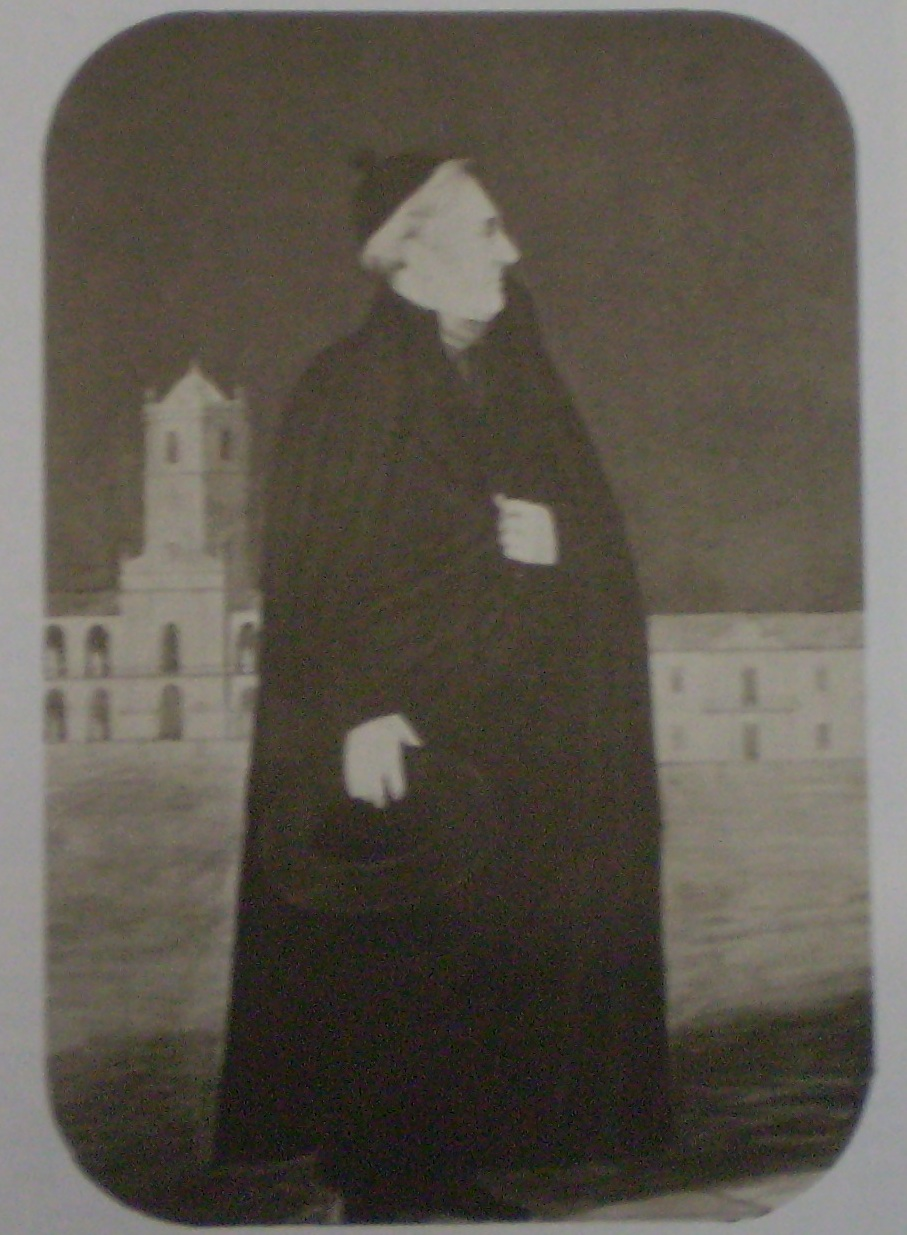
Nicolás Herrera.

En el Consejo de Estado se consideró que Rademaker se había extralimitado y el Conde de Aguiar planteó el desconocimiento de lo actuado por no haberse ajustado al espíritu de las instrucciones. El Consejo decidió entonces el envío de un nuevo comisionado y dictó nuevas instrucciones, que debían incluir el reconocimiento de la línea de fronteras dispuesta por el armisticio del 20 de octubre de 1811.
Cuando Rademaker tomó conocimiento de la negativa del comandante de las fuerzas portuguesas Diego de Souza a retirarse, solicitó autorización para regresar a Río lo que hizo efectivo pese a la negativa de las autoridades que carecían de una respuesta oficial de Portugal.
No obstante la resistencia de la Corte, Strangford presionó para que aceptara el armisticio en los términos pactados, manifestando el 10 de septiembre que había recibido instrucciones del gobierno británico de asegurar la aceptación del tratado. Por otro lado, aseguró que en el caso de que Buenos Aires violase sus términos estaba autorizado a remitir una fuerza armada contra el gobierno revolucionario.
El gobierno portugués comunicó entonces a Buenos Aires la ratificación del tratado y que retiraba a su comisionado. Sin embargo Rademaker ya se había retirado y el 2 de octubre arribaba a Río, por lo que el gobierno portugués ofició al de Buenos Aires desaprobando la conducta del comisionado en razón de haberse retirado de su destino sin contar con las órdenes necesarias y basándose tan solo en las comunicaciones de Souza, y confirmando la ratificación del tratado y las órdenes estrictas para el retiro de sus tropas.
La firma del tratado constituyó una victoria para la diplomacia revolucionaria, dado que eliminaba al menos de momento la amenaza de la intervención portuguesa y permitía reiniciar el sitio de Montevideo. 
También era igualmente en el primero de los sentidos, un éxito para la diplomacia británica, específicamente de Strangford, tendiente a mantener el equilibrio de fuerzas en el Río de la Plata. Pero en su caso, también aumentó en la corte portuguesa los resentimientos contra el diplomático, los que finalmente ocasionarían su traslado.
Tras la firma, Buenos Aires comisionó a Manuel José García y a Marcos Balcarce para proponer un acuerdo con el gobierno de Montevideo, lo que fue rechazado por Vigodet, quien insistía en el reconocimiento del Consejo de Regencia. Montevideo resistiría hasta 1814, cuando tras la derrota de su flota por la escuadra patriota al mando de Guillermo Brown en el Combate de Martín García el bloqueo se cerró también por mar.
El tratado es considerado el primer tratado internacional con potencias extranjeras firmado por las Provincias Unidas del Río de la Plata y como tal, un tácito reconocimiento de su independencia de hecho por las naciones intervinientes, Portugal como firmante y Gran Bretaña como propulsor y garante.
Tras su regreso Rademaker debió retirarse, estableciendo su residencia en Botafogo, donde murió envenenado por uno de sus esclavos.